# صوفي شنايدر
صوفي شنايدر (بالألمانية: Sophie Schneider)‏ هي رسامة ألمانية، ولدت في 30 أكتوبر 1866 في Blaufelden ‏ في ألمانيا، وتوفي بنفس المكان في 25 مايو 1942.

## معرض صور

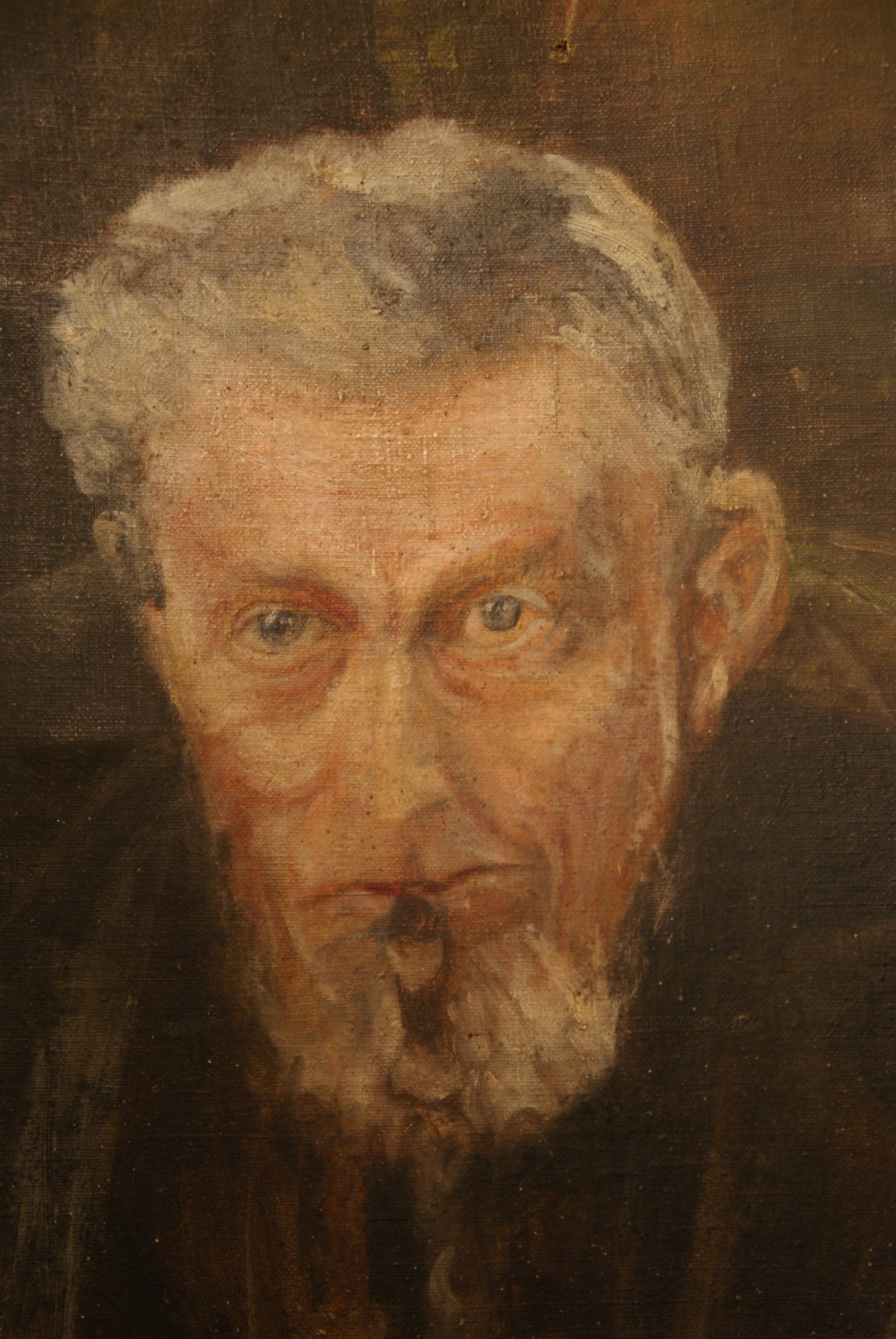
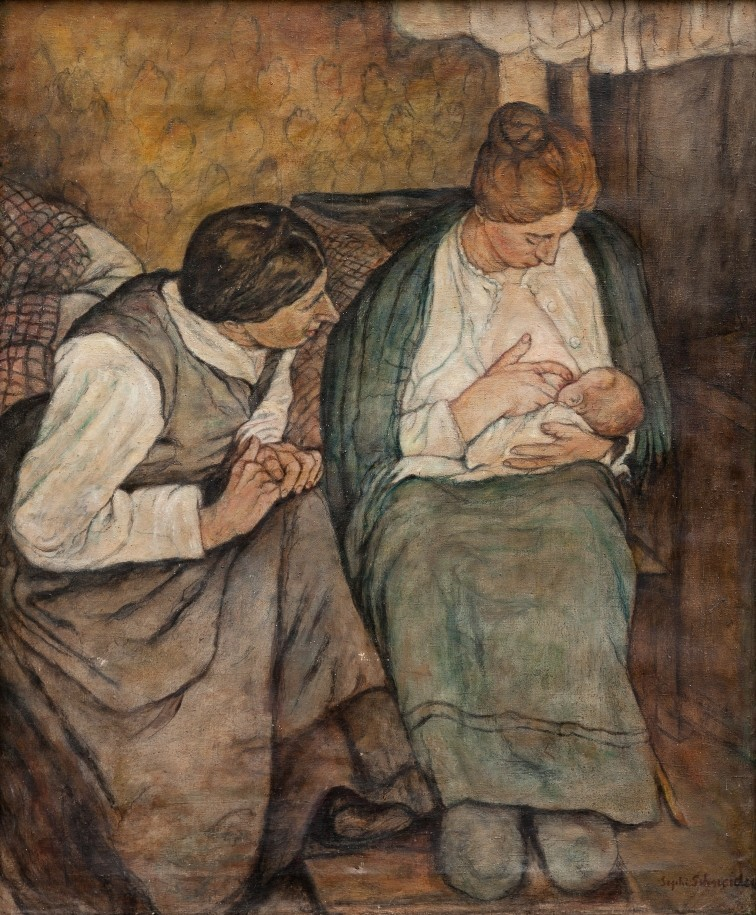
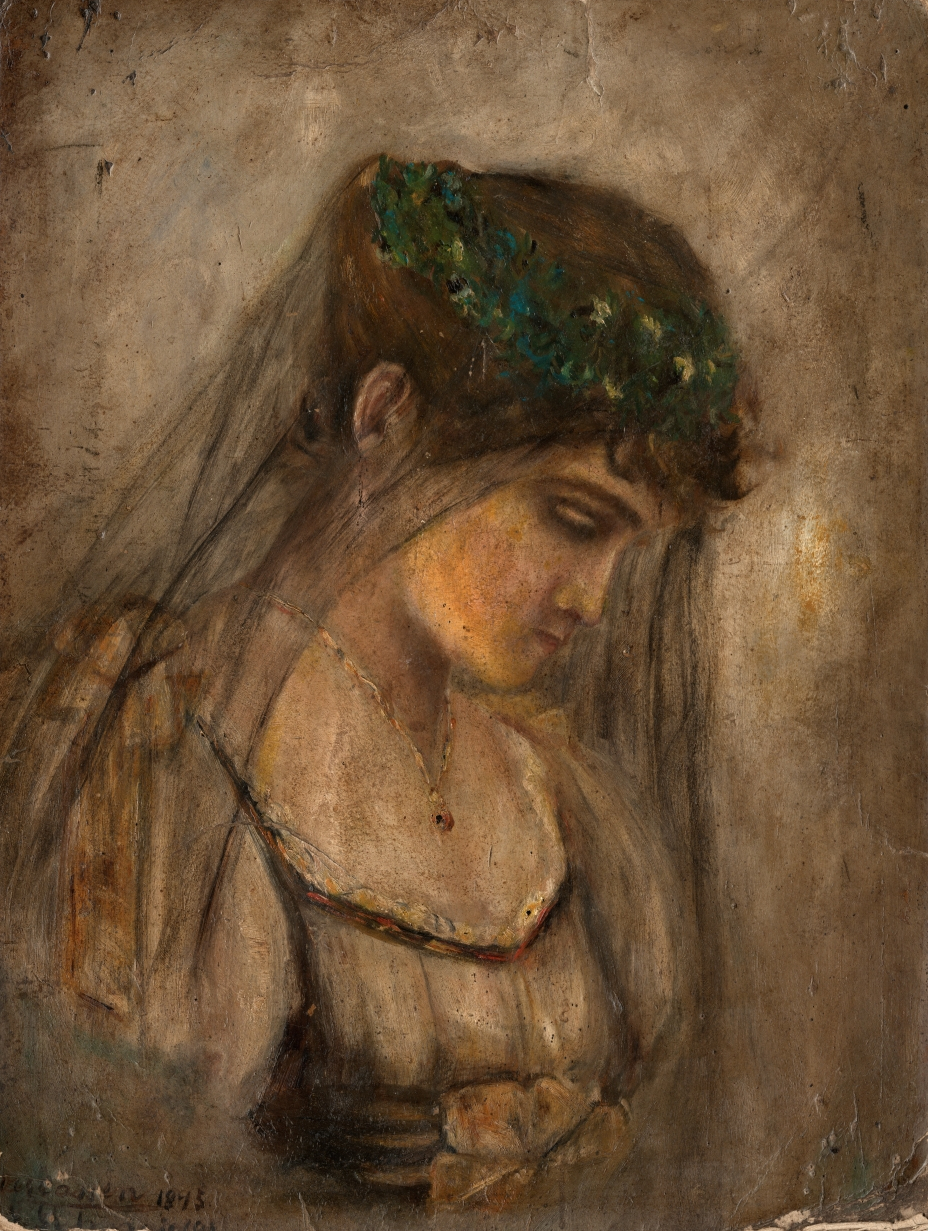
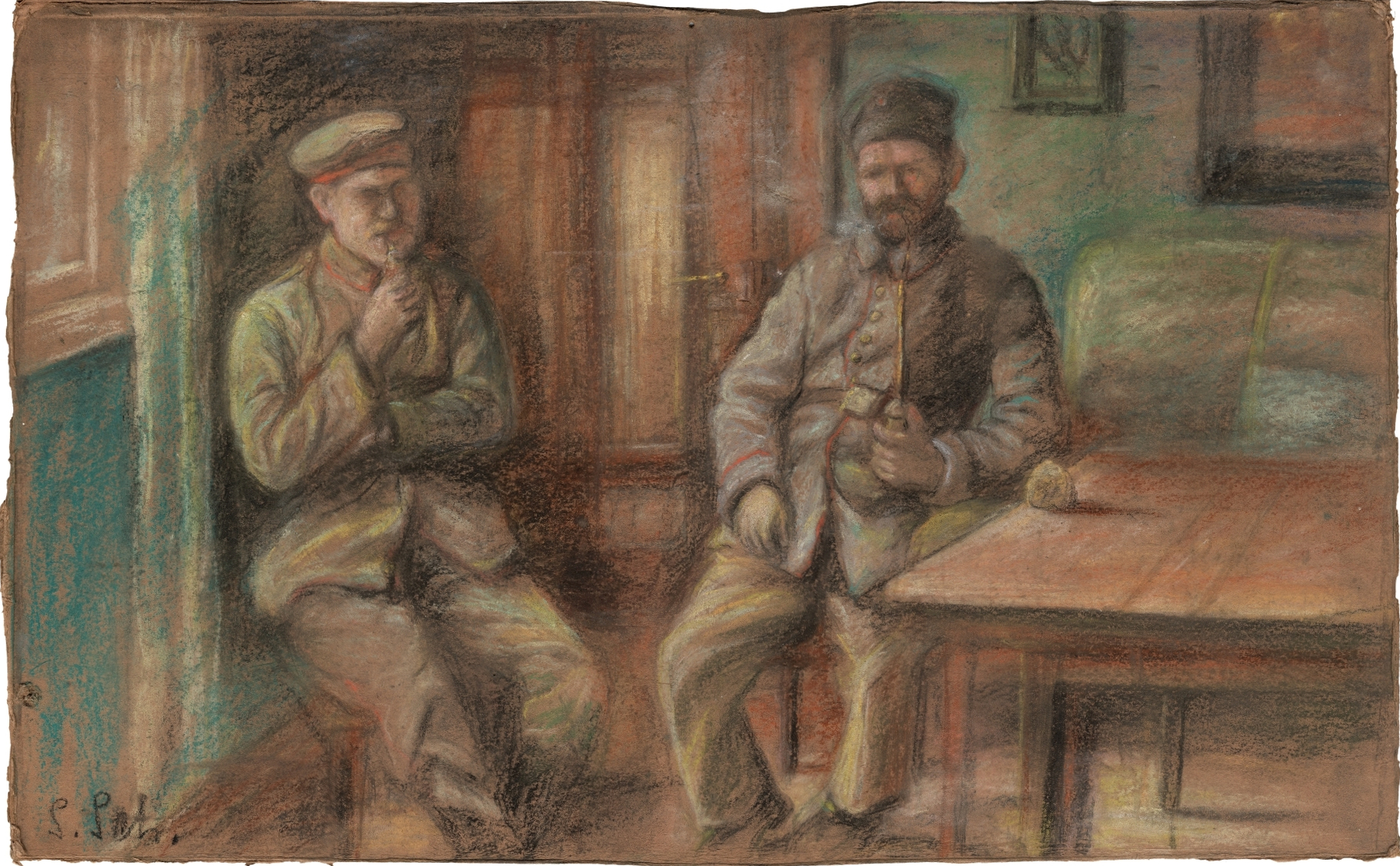